# Chiesa della Beata Maria Vergine di tutte le Grazie
La chiesa della Beata Maria Vergine di tutte le Grazie, chiamata anche chiesa della Luna, chiesa di Santa Maria delle Grazie, chiesa delle Grazie della Portella o più comunemente chiesa della Grazia vicina, è un edificio religioso ed ex ospedale di Favara.

## Storia
Fu fondata nel 1661, dal sacerdote Antonino Lo Scasso, originario di Naro che ivi vi morì e fu sepolto nel 1689. È stata ricostruita attorno al 1970 per poi essere completata nel 1975. È stata consacrata al pubblico il 25 dicembre dello stesso anno. Sorge in via De Gasperi nel quartiere Luna. La chiesa originaria della Grazia "vicina", quartiere contrapposto all'altro Grazia "lontana", chiamato anche Portella sorge poco distante dall'attuale. Durante gli anni ottanta un brusco restauro ne ha deturpato notevolmente la struttura e le caratteristiche originarie con la demolizione di alcuni locali dediti ad un posteggio di auto.
. Attualmente è retta dal parroco don Calogero Di Salvo.

## Uso ospedaliero
Durante la seconda metà del 1800, quando l'ospedale della chiesa di San Nicola venne a mancare, attraverso una petizione popolare si pensò di trasformare la chiesa in ospedale, per dare sostegno soprattutto alla povera gente.
Nel 1885 Biagio Licata di Baucina donò alcuni appezzamenti di terra per ampliare i locali. Ma tra il 1887 ed il 1889 vi fu un grave periodo di crisi economica e la struttura versava in condizioni precarie. L'ospedale venne chiuso definitivamente intorno al 1930, per mancanza di fondi.

## Tradizione popolare
Secondo una tradizione popolare la chiesetta, con annesso un piccolo convento dedicato a san Marcello, venne edificata in seguito ad un prodigio: un bue, arrivato sul posto dove ora sorge il luogo di culto, si fermò e con le zampe scavò nel terreno da dove emerse l'immagine della Madonna delle Grazie.

## Fonte
- Gruppo Gesù Misericordioso - Chiesa B.M.V. delle Grazie, su digilander.libero.it.